# Mănoilești
Mănoilești è un comune della Moldavia situato nel distretto di Ungheni di 3.461 abitanti al censimento del 2004.

## Località
Il comune è formato dall'insieme della seguenti località (popolazione 2004):
- Mănoilești (904 abitanti)
- Novaia Nicolaevca (186 abitanti)
- Rezina (905 abitanti)
- Vulpești (1.466 abitanti)